# هوندا سي بي 125
هوندا سي بي 125(بالإنجليزية: Honda CB125)‏ هي دراجة نارية من تصنيع هوندا.